# ساندنس ایر ونزوئلا
ساندنس ایر ونزوئلا (به انگلیسی: Sundance Air Venezuela) یک شرکت هواپیمایی است که در ۱ ژانویه ۲۰۰۰ میلادی تأسیس شده‌است. دفتر مرکزی ساندنس ایر ونزوئلا در کاراکاس، ونزوئلا واقع شده‌است و قطب این شرکت هواپیمایی در فرودگاه بین‌المللی سیمون بولیوار قرار دارد و به ۲ مقصد، پرواز انجام می‌دهد.